# Tanjung Sari (Borneo Południowe)
Tanjung Sari – wieś (desa) w kecamatanie Kelumpang Barat, w kabupatenie Kotabaru w prowincji Borneo Południowe w Indonezji.
Miejscowość ta leży we wschodniej części kecamatanu, przy drodze Jalan Sembuang.